# LGV Sud-Est

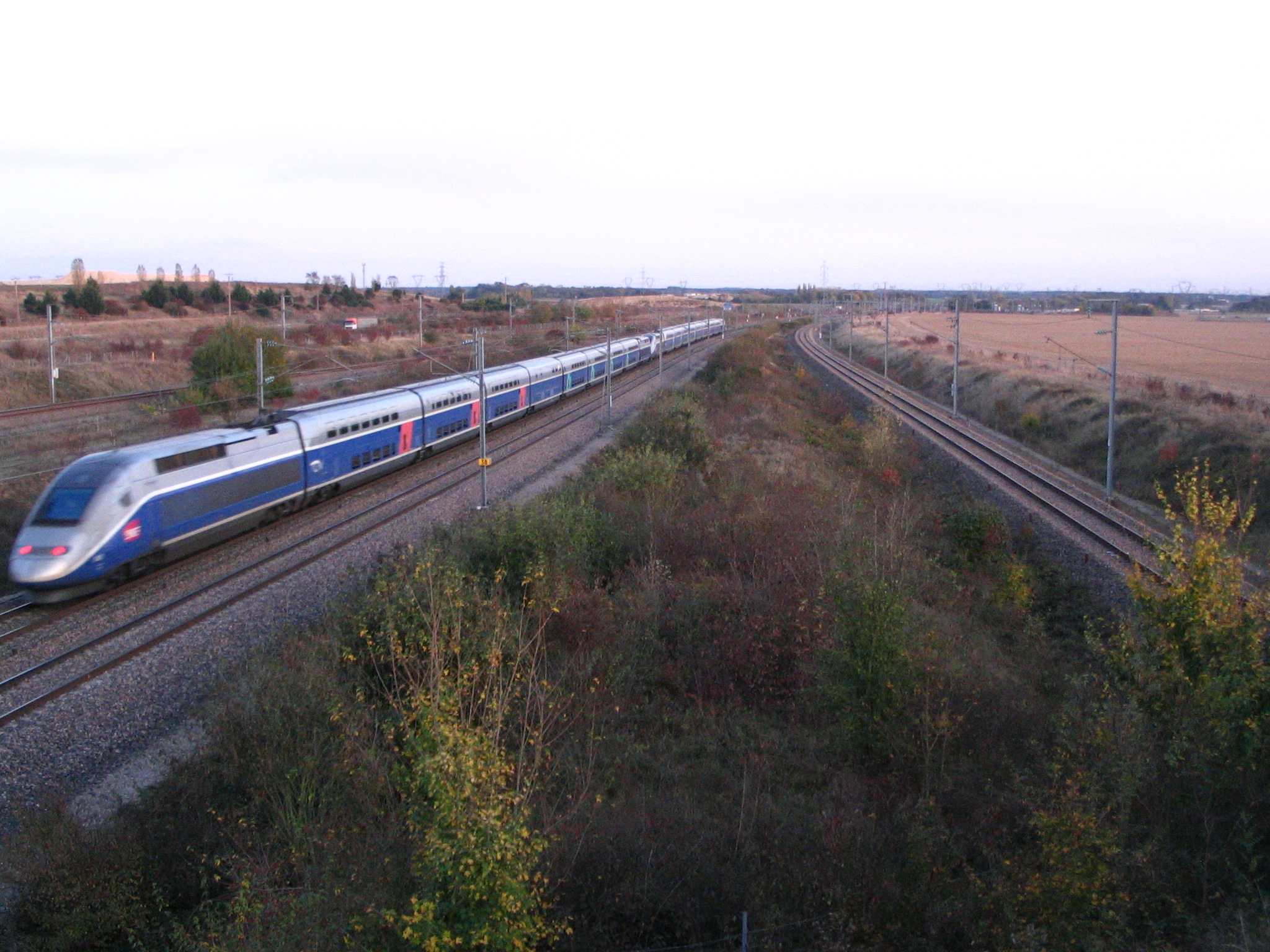
Vonat a vonalon

Az LGV Sud-Est egy kétvágányú, 25 kV 50 Hz-cel villamosított, nagysebességű franciaországi vasútvonal Párizs és Lyon között. Az első szakaszát Saint-Florentin és Sathonay között 1981. szeptember 22-én adták át a forgalomnak, ez jelentette a franciaországi vasúti személyszállítás fellendülésének első lépését.
A vonal déli irányban az LGV Rhône-Alpes és az LGV Méditerranée nagysebességű vonalakhoz csatlakozik északon pedig az LGV Interconnexion Est vonalhoz. A LGV Sud-Est megépítésével jelentősen lecsökkentek az utazási idők Párizs és Franciaország délkeleti részei között, valamint Olaszország és Svájc felé. Ugyanakkor kapcsolatai révén jelentősen lecsökkent az utazási idő Franciaország délkeleti részei és az északi régiók, illetve az Egyesült Királyság és Belgium között. 2019-ben naponta mintegy 240 vonat haladt keresztül rajta.

## Vonal
A vonal hat déparment-en halad át (északról dél fele):
- Seine-et-Marne
- Yonne
- Côte-d’Or
- Saône-et-Loire
- Ain
- Rhône

Mivel A TGV hálózat kompatibilis a szokványos vasúti hálózattal Párizs és Lyon sűrűn lakott elővárosi területein nem volt szükség nagyszabású infrastrukturális beruházásokra a vonal megépítése során.
A Párizs (Gare de Lyon) és Lyon (Gare de Lyon-Part-Dieu) közötti távolság 425 km, ebből a tulajdonképpeni újépítésű nagysebességű vasúti pálya hossza 409 km. Mivel elkerüli Párizs, Dijon és Lyon sűrűn lakott központi területeit a vonal 87 km-rel rövidebb, mint a hagyományos vasúti pálya (512 km). A vonal mentén nincsenek alagutak.
A vonal több ponton is csatlakozik a hagyományos francia vasúthálózathoz:
- Pasilly-Aisy-nál Dijon, Lausanne, Neuchâtel és Zürich felé
- Gare de Pont-de-Veyle-nél Bourg-en-Bresse és Savoya felé.
- Gare de Saint-Florentin - Vergigny-nél
- Gare du Creusot TGV-nál
- Gare de Mâcon-Loché-TGV-nál

Az utóbbi három csatlakozást elsősorban akkor használják, amikor a TGV szerelvényeket pályahibák miatt a hagyományos hálózatra terelik át.
A vonal egy rövid távolságon az A5-ös autópályával párhuzamosan halad, majd az N79-es főúttal. Teljes hosszában a pályát magába foglaló 5 km széles területsávot kommunikációs főútvonalként használják.

## Műszaki adatok
A pálya szélessége átlagosan 13 m. A párhuzamosan futó sínpárok közepe átlagosan 4,2 m távol van egymástól. A vasútvonalat 300 km/h sebességre tervezték; az ívek minimális sugara 4000 m, noha hét ív sugara rövidebb, de nem kisebb 3200 méternél.
Összesen 847 km hosszúságú sínpárt fektettek le 288 m hosszú UIC 60-as (60,3 kg/m) acél síndarabokból, melyeket elsősorban hegesztéssel illesztettek össze. A sínszálakat beton keresztaljakra fogatták. Átlagosan 1660 keresztalj van egy kilométernyi pályán.
A villamos áramot (25 kV AC, 50 Hz) az EDF, franciaországi energiaipari vállalat szolgáltatja.
A pálya mentén nincsenek jelzőberendezések. A vonatvezető fülkéje a pályán át közvetített magas frekvenciájú jelek segítségével áll kapcsolatban az állomásokkal és a pályafelügyelettel.

## Állomások
Az LGV Sud-Est-nek a következő településeken van állomása:
- Paris Gare de Lyon
- Gare du Creusot TGV
- Gare de Mâcon-Loché-TGV
- Gare de Lyon-Part-Dieu

A Le-Creusot és Mâcon-Loché állomások lakott területektől távol épültek fel és elsősorban a csatlakozások biztosításában van szerepük.

## Rövid története
- 1971. március 26.: jóváhagyták a vonal megépítését
- 1976. december 7.: elkezdődött a vonal építése Écuisses mellett
- 1979. június 14.: az első sínek lefektetése Montchanin mellett
- 1980. november 20.: befejeződött a sínek fektetése
- 1981. február 26.: a 16. számú TGV Sud-Est szerelvény rekordsebességet állított fel (380 km/h) a Courcelles-Frémois és Dyé közötti pályaszakaszon
- 1981. szeptember 22.: az első szakasz (Saint-Florentin - Sathonay) megnyitása
- 1983. szeptember 25.: megnyitották a Combs-la-Ville - Saint-Florentin pályaszakaszt
- 1987. szeptember 27.: megindult a forgalom a vonalon
- 1991. december 13.: megnyitották az LGV Rhône-Alpes északi szakaszát Montanay és Saint-Quentin-Fallavier között
- 1992. augusztus 31.: egy 270 km/h sebességgel haladó TGV szerelvény kisiklott Macon-Loché állomáson; többen megsérültek
- 1996. március: megkezdődött a pálya felújítása

## Fordítás
- Ez a szócikk részben vagy egészben  a   LGV Sud-Est című angol Wikipédia-szócikk ezen változatának fordításán alapul.  Az eredeti cikk szerkesztőit annak laptörténete sorolja fel. Ez a jelzés csupán a megfogalmazás eredetét és a szerzői jogokat jelzi, nem szolgál a cikkben szereplő információk forrásmegjelöléseként.